# (13579) Allodd
(13579) Allodd (1993 NA2) – planetoida z pasa głównego asteroid okrążająca Słońce w ciągu 4,27 lat w średniej odległości 2,63 j.a. Odkryta 12 lipca 1993 roku.